# Estanislao Rodríguez-Ponga
Estanislao Rodríguez-Ponga Salamanca es un economista español, nacido en Madrid el 20 de marzo de 1956. Fue secretario de Estado de Hacienda entre 2001 y 2004. Es nieto del médico asturiano Pedro Rodríguez Ponga, nieto de María Laffitte, e hijo de Pedro Rodríguez-Ponga y Ruiz de Salazar que fue presidente-síndico de la Bolsa de Madrid entre 1965 y 1977.

## Formación
Se licenció en Económicas por la Universidad Complutense de Madrid (1978) y accedió al Cuerpo de Inspectores de Hacienda del Estado en 1982. MBA por el Instituto de Empresa de Madrid (1992).

## Trayectoria profesional
En 1983 inició su carrera profesional como inspector en la Delegación de Hacienda de Madrid y posteriormente en la Oficina Nacional de Inspección. En 1989 pasó al sector privado, trabajando inicialmente en el despacho de Cremades Abogados entre 1989 y 1992. A partir de 1992 pasó por el departamento fiscal de varias grandes empresas españolas: BBV (noviembre 1992 a febrero de 1997), Caja Madrid (1997 a 1999) y Repsol (1999-2000) donde ejerció como director de su asesoría fiscal hasta el año 2000.

### Secretaría de Estado de Hacienda
En el año 2000 durante el Gobierno presidido por José María Aznar, con Rodrigo Rato como vicepresidente y ministro de Economía, y Cristóbal Montoro ministro de Hacienda, fue nombrado director general de Tributos del Ministerio de Hacienda. En 2001 fue ascendido a secretario de Estado de Hacienda. Su nombramiento, según informaba el diario El País, fue recibido con reticencias por algunos sectores de la Agencia Tributaria, por sus actividades anteriores como asesor fiscal.
Como secretario de Estado, participó en la reforma fiscal de la legislatura, que se plasmó en una nueva Ley del impuesto sobre la renta de las personas físicas, en la reforma del Impuesto de Sociedades,
la nueva Ley del Impuesto sobre la Renta de no Residentes, la Ley de Mecenazgo y la Ley General Tributaria de 2003
que sustituyó a la de 1963. 
Su actividad en este cargo fue calificada por algunos sectores como polémica y tuvo diferentes enfrentamientos con el cuerpo de inspectores que manifestaron su queja y lo acusaron de actitud inadecuada y dictatorial. A pesar de que un grupo de Inspectores de Hacienda le acusó de no esforzarse suficientemente contra el fraude fiscal, lo cierto es que la Agencia Tributaria incrementó la lucha contra el fraude un 13% en 2002, y un 14,58% en 2003. En el ámbito autonómico se elaboró el nuevo modelo de financiación autonómica y se aprobaron el nuevo Concierto Económico con el País Vasco y el nuevo Convenio Económico con Navarra
En cuanto a los tributos locales, se aprobó la Ley del Catastro y la nueva Ley de Haciendas Locales.
Asimismo, se amplió la red de convenios de doble imposición, a más de 20 países adicionales.
En 2002, asumió la presidencia del Comité Fiscal de la Unión Europea, elaborando propuestas de directiva comunitaria del ahorro, fiscalidad del tabaco y fiscalidad de la energía.
Ese mismo año, la Fiscalía solicitó su imputación por la presunta elaboración de un manual de productos financieros hallado en BBV. El juez Baltasar Garzón rechazó la imputación porque no trabajaba en BBV en la fecha de elaboración del manual.

### Vuelta al sector privado
En 2004, fue cesado como secretario de Estado tras ganar las elecciones el partido socialista, y le fue concedida la Gran Cruz de la Real Orden de Isabel la Católica.
Desde entonces ha participado en los consejos de administración de varias grandes empresas españolas. En 2006, fue elegido consejero no ejecutivo de Caja Madrid, por los impositores, a propuesta del Partido Popular, y posteriormente fue nombrado vicepresidente no ejecutivo de la entidad. Ha sido tesorero del Colegio de Economistas de Madrid y directivo de El Corte Inglés. Ha pertenecido al consejo de administración de Testa y fue presidente de su comisión de auditoría. Fue también miembro del patronato de la Fundación Renal Íñigo Álvarez de Toledo, institución sin ánimo de lucro de asistencia médica.
En febrero de 2005, el juez Baltasar Garzón de la Audiencia Nacional lo citó a declarar como imputado en relación con la compra del banco mexicano Probursa por parte del BBV.

En octubre del mismo año, el juez de la Audiencia Nacional, Fernando Grande Marlaska, sobreseyó esta causa al no encontrar indicios de criminalidad.

## Caso Bankia
En julio de 2012, fue imputado por el juez Fernando Andreu de la Audiencia Nacional, a raíz de una querella presentada por el colectivo 15MpaRato y UPyD contra todos los miembros del consejo de administración de Bankia y su matriz, el Banco Financiero y de Ahorros. En septiembre de 2020, fue absuelto por la Audiencia Nacional, junto a otros 33 acusados.
En octubre de 2014 se hizo público que, mientras era miembro del Consejo de Administración y de la Comisión de Control de Cajamadrid, dispuso de alrededor de 255.400 euros con cargo a la entidad. Dentro de una pieza separada del caso Bankia, en enero de 2015, el juez Fernando Andreu le imputó, junto a otros 77 usuarios, por la presunta utilización irregular de la tarjeta de crédito con la que cargó los gastos. En relación con estos hechos fue condenado por la Audiencia Nacional en febrero de 2017 por un delito de apropiación indebida a una pena de prisión de 3 años y 2 meses, sentencia recurrida en casación ante el Tribunal Supremo. En octubre de 2018 el Tribunal Supremo confirmó la sentencia condenatoria impuesta por la Audiencia Nacional.